# Uthina luzonica
Uthina luzonica is een spinnensoort uit de familie trilspinnen (Pholcidae). De soort komt voor in Singapore en de Filipijnen en is de typesoort van het geslacht Uthina.